# Gran Premio Bruno Beghelli 2002
Il Gran Premio Bruno Beghelli 2002, settima edizione della corsa, si svolse il 29 settembre 2002, per un percorso totale di 200 km. Venne vinto dall'italiano Gianluca Bortolami che terminò la gara in 4h46'18".

## Ordine d'arrivo (Top 10)
| Pos. | Corridore             | Squadra       | Tempo    |
| ---- | --------------------- | ------------- | -------- |
| 1    | Gianluca Bortolami    | Tacconi Sport | 4h46'18" |
| 2    | Daniele Nardello      | Mapei         | s.t.     |
| 3    | Nicki Sørensen        | Team CSC      | s.t.     |
| 4    | Davide Casarotto      | Alessio       | s.t.     |
| 5    | Matteo Tosatto        | Fassa Bortolo | a 5"     |
| 6    | Alessandro Cortinovis | Lampre-Daikin | s.t.     |
| 7    | Fabiano Fontanelli    | Mercatone Uno | s.t.     |
| 8    | Gianni Faresin        | Gerolsteiner  | s.t.     |
| 9    | Luca Scinto           | Mapei         | a 5"     |
| 10   | Luca Paolini          | Mapei         | a 24"    |